# مسترز مونترو
والیبال مسترز مونترو (انگلیسی: Montreux Volley Masters) مسابقات والیبال زنان در سطح تیم‌های ملی، که هر سال در شهر مونترو سوئیس، با مشارکت هشت تیم برگزار می‌شود.
این تورنمنت برای اولین بار در سال ۱۹۸۴ با نام جام سازمان ملل برگزار شد و توسط اف ای وی بی در سال ۱۹۸۸ به رسمیت شناخته شد و از سال ۱۹۹۸ مسابقات با نام فعلی آن برگزار می‌شود.